# O Ibraim do Subúrbio
O Ibraim do Subúrbio é um filme brasileiro de 1976. É uma comédia em dois atos dirigida por Astolfo Araújo e Cecil Thiré. Em "Roy, o Gargalhador Profissional", um homem recebe uma oferta de emprego como membro da claque, em um programa de TV.
Em "O Ibrahim do Subúrbio", Casimiro, um alfaiate pobre, com mania de grandeza sonha em ter o seu nome mencionado na coluna social de Ibrahim Sued. Quando a filha engravida, obrigando seu namorado inconseqüente ao casamento, ele transforma a cerimônia em uma festa de luxo, gastando todo o dinheiro da sua poupança, na esperança de ver o evento anunciado na coluna de seu ídolo.

## Elenco
- Paulo Hesse ...Roy[3]
- Suzana Faíni ...Odete[3]
- Wilson Grey ...Coruja[3]
- Lourdes Mayer ...Geralda[3]
- Fregolente ... Maestro[3]
- Sérgio Hingst  ...Professor[3]
- Procópio Mariano ...Trovão[3]
- Tony Ferreira ...Dudu[3]
- Nelson Caruso ...Nelsinho[3]
- José Lewgoy ...Casemiro de Abreu de Souza[3]
- Eloísa Mafalda ... Dinorah[3]
- Lucélia Santos ...Adelinha[3]
- Luiz Fernando Guimarães ...Xanduco[3]
- Margot Louro ...Vizinha[3]
- Leina Krespi ...Carmelita / Sra. Botelho[3]

## Prêmios
O filme venceu o Prêmio Adicional de Qualidade da Embrafilme, o Prêmio Embrafilme de Melhor Ator Coadjuvante para Procópio Mariano e o Prêmio de Melhor Ator para José Lewgoy no Festival de Gramado, em 1977.